# Baby Boy
Baby Boy ist ein R&B–Reggae-Song der US-amerikanischen Sängerin Beyoncé featuring Sean Paul. Der Song wurde von Knowles und Scott Storch für ihr Debütalbum Dangerously in Love produziert und von Knowles, Storch, Robert Waller, Jay-Z und Sean Paul geschrieben.
Baby Boy wurde am 3. August 2003 in den USA als zweite Single des Albums veröffentlicht. Das Stück belegte neun Wochen lang Platz 1 in den Billboard Hot 100 und wurde in den USA mit Platin ausgezeichnet. Der Titel erreichte in vielen Ländern die Top Ten, und die American Society of Composers, Authors, and Publishers zeichneten ihn 2005 mit einem „Pop Music Award“ als einen der meistgespielten Songs des Jahres aus.

## Hintergrund und Entstehung
Knowles und der Produzent Scott Storch schrieben Baby Boy mit Hilfe des amerikanischen Songwriters Robert Waller und des Rap- und Hip-Hop-Künstlers Jay-Z. Als der Song bereits fertig war, hielt es Beyoncé für besser, den Gesang mit dem Jamaikanischen Dancehall-Reggae Künstler Sean Paul aufzunehmen. Knowles kontaktierte Sean Paul für eine Zusammenarbeit. Sean Paul sagte zu, und Beyoncé flog für die Gesangsaufnahmen nach Jamaika. Sean Paul rappt den ersten Vers, und sie beendeten die Aufnahmen zu Baby Boy im März 2003. Danach wurde weiter am Debütalbum gearbeitet.

## Komposition und Thema

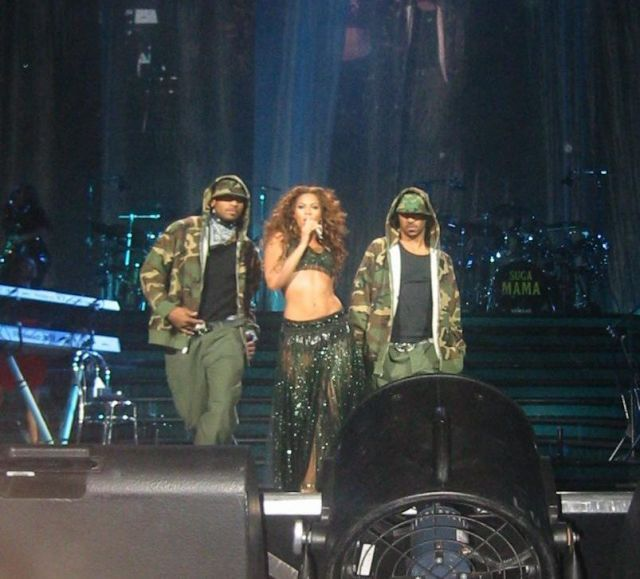
Beyoncé singt Baby Boy, mit zwei Tänzern

Baby Boy ist ein Contemporary R&B-Song mit einem moderaten Groove. Der Schlüssel ist eine C-Moll bei 92 Beats pro Minute. Baby Boy ist eine Mischung aus R&B und Dancehall mit Reggae-Einflüssen. Storch erkennt im Song Einflüsse aus der Musik des nahen Ostens. Laut Fox News basiert Baby Boy auf dem 1995 erschienenen Reggae-Song „Here Comes the Hotstepper“ von Ini Kamoze. Baby Boy hat gewisse Ähnlichkeiten mit „’03 Bonnie & Clyde“, einem Song von Jay-Z feat. Beyoncé Knowles, der 2002 erschien. Der Text beschreibt die Fantasien einer Frau in Zusammenhang mit dem Hauptthema des Albums. Knowles beschrieb den Text als sehr persönlich. Sean Paul ergänzte: „Sie erzählt mir über ihre Fantasien und macht mir ein Bild von ihrer persönlichen Art und Weise….“ Der Text ist in Verse unterteilt. Sean Paul singt den ersten Vers, kurz danach singt Knowles die restlichen Verse und den Refrain.

## Veröffentlichung und Rezeption
Baby Boy wurde als zweite Single des Debütalbums Dangerously in Love veröffentlicht. Der Song ist auch auf Sean Pauls zweitem Album Dutty Rock enthalten, das 2003 erschien. Baby Boy bekam zahlreiche gute Kritiken. Das Rolling Stone Magazin schrieb, dass Knowles „Spaß hat“ wenn sie ihren Song singt, Stephen Thomas Erlewine von Allmusic beschreibt Knowles’ Gesang als „atemberaubend und sexy“. PopMatters beschreibt den Song als einen der besten Stücke des Albums. The Times beschreibt den Song als gefühlvoll mit vielen Latin Elemente […] und den Beat des Songs als gut anhörbar. Sie erklärt, dass „Paul in der Mitte des Songs einen Reggae-Rap entwickelt, der die Qualität des Songs verbessert“. James Anthony von der britischen Zeitung The Guardian sagt, der Track hätte einen guten Einfluss von R&B und Dancehall. Das Britische Plattenlabel EMI zeichnete den Song 2005 mit dem Pop Music Awards as Publisher of the Year for Baby Boy aus.

## Kommerzieller Erfolg

### Chartplatzierungen
Baby Boy kam schon in die Charts, bevor es in den USA als Maxi-CD veröffentlicht wurde. Dank des Songs und der Vorgängersingle „Crazy in Love“, die sich 8 Wochen auf Platz eins in den Billboard Hot 100 hielt, konnte sich das Album Dangerously in Love an die Spitze der Billboard-200-Charts setzen und erhielt eine Multi-Platin-Auszeichnung in den USA. Die Single debütierte in den Billboard Hot 100 auf Platz 75, als „Crazy in Love“ noch auf der Spitze der Charts stand. International hatte Baby Boy viel Erfolg und platzierte sich fast in jedem Land in den Top Ten. Die Single debütierte auf Platz 2 in Großbritannien und wurde damit der höchste Einstieg in den Charts und Baby Boys höchster internationaler Einstieg. In Australien und Neuseeland platzierte sich Baby Boy auf Platz 3 und 2.
Bei den Billboard Music Awards 2003 wurde Beyoncé für diesen Song und Crazy in Love mit dem Hot 100 Award for Most Weeks at No.1 ausgezeichnet. Insgesamt waren beide Songs 17 Wochen auf Platz 1 der Billboard Hot 100.
| ChartsChartplatzierungen       | Höchstplatzierung | Wochen |
| ------------------------------ | ----------------- | ------ |
| Deutschland (GfK)              | 4 (14 Wo.)        | 14     |
| Österreich (Ö3)                | 18 (17 Wo.)       | 17     |
| Schweiz (IFPI)                 | 5 (24 Wo.)        | 24     |
| Vereinigte Staaten (Billboard) | 1 (29 Wo.)        | 29     |
| Vereinigtes Königreich (OCC)   | 2 (17 Wo.)        | 17     |

| ChartsJahrescharts (2003)      | Platzierung |
| ------------------------------ | ----------- |
| Deutschland (GfK)              | 67          |
| Schweiz (IFPI)                 | 29          |
| Vereinigte Staaten (Billboard) | 12          |

| ChartsJahrescharts (2000–2009) | Platzierung |
| ------------------------------ | ----------- |
| Vereinigte Staaten (Billboard) | 38          |

### Auszeichnungen für Musikverkäufe
| Land/Region                  | Auszeichnungen für Musikverkäufe (Land/Region, Auszeichnung, Verkäufe) | Verkäufe  |
| ---------------------------- | ---------------------------------------------------------------------- | --------- |
| Australien (ARIA)            | 3× Platin                                                              | 210.000   |
| Brasilien (PMB)              | Gold                                                                   | 30.000    |
| Dänemark (IFPI)              | Gold                                                                   | 45.000    |
| Deutschland (BVMI)           | Gold                                                                   | 150.000   |
| Kanada (MC)                  | Platin                                                                 | 80.000    |
| Neuseeland (RMNZ)            | Platin                                                                 | 30.000    |
| Vereinigte Staaten (RIAA)    | 2× Platin · + Platin (Mastertone)                                      | 3.000.000 |
| Vereinigtes Königreich (BPI) | Platin                                                                 | 600.000   |
| Insgesamt                    | 3× Gold · 9× Platin ·                                                  | 4.145.000 |

Hauptartikel: Beyoncé/Auszeichnungen für Musikverkäufe

## Musikvideo

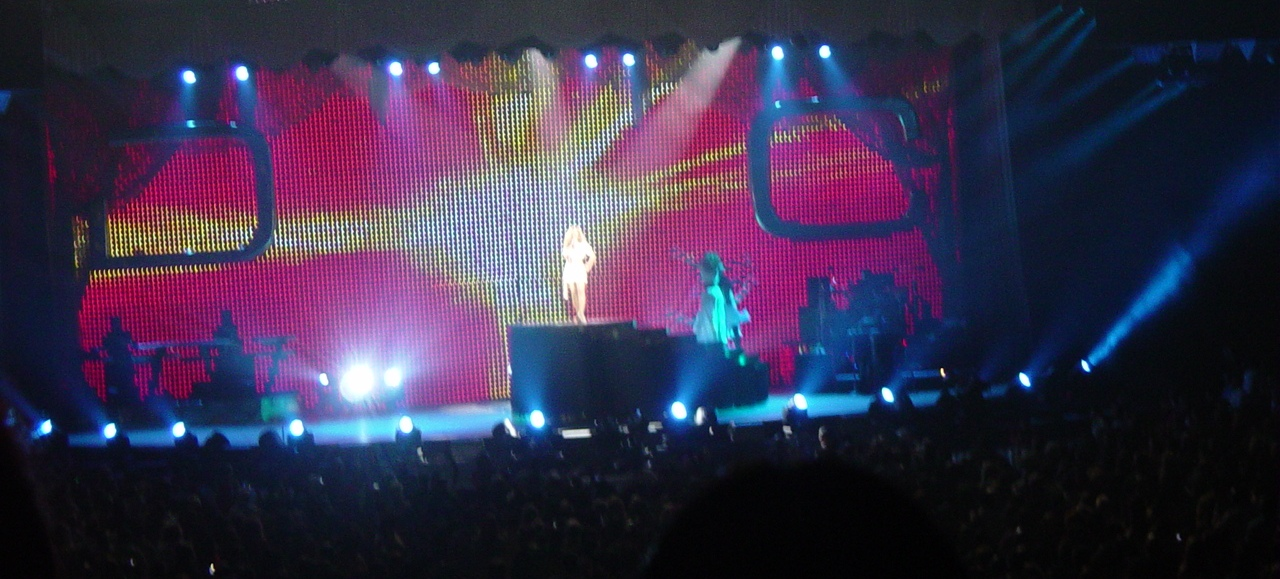
Beyoncé singt Baby Boy während ihrer Welttournee 2005, der „Destiny Fulfilled Tour“

Das Musikvideo für Baby Boy wurde von dem englischen Regisseur Jake Nava gefilmt, der auch schon das Video zu Crazy in Love gedreht hatte, am 7. und 8. August 2003 in Miami aufgenommen. Teile des Videos wurden in einem Haus mit Räumen in verschiedenen Stilen gedreht: Einer im japanischen und einer im altenenglischen Stil. Die Szenen von Knowles und Sean Paul wurden separat aufgenommen. Das Video beginnt mit Sean Paul, der auf einem Thron sitzt. Knowles tanzt um Sean Paul. In der folgenden Szene liegt Knowles auf einem Bett, posiert und zeigt sexuelle Bewegungen wie z. B. einen Lapdance. Sean Paul rappt währenddessen weiter und ist von Tänzerinnen umgeben. Knowles läuft zum Strand. Sie spricht einen Mann an und beginnt mit ihm zu flirten. Auf einer Party tanzt sie mit einem Mann. Wasser fließt über den Boden, als sie „the dance floor becomes the sea“ singt. Das Originalvideo endete mit einem Arabischen Rhythmus, der extra für das Musikvideo kreiert wurde. Diese Szene zeigt Knowles tanzend auf dem Strand. Das Online-Magazin Slant Magazine beschreibt das Video als eine „Fortsetzung“ zu „Crazy in Love“ und das Video zu „Bootylicous“. Baby Boy hatte Premiere auf MTV und Total Request Live am 25. August 2003 auf Platz 10 und erreichte später die Spitze. Es blieb für 49 Wochen in der Show.

## Liveauftritte
Knowles sang Baby Boy bei den MTV Video Music Awards 2003 sowie bei den MTV Europe Music Awards 2003 zusammen mit Sean Paul. Während der „Dangerously in Love World Tour“, die Ende 2003 begann, eröffnete sie ihre Konzerte immer mit Baby Boy. Knowles sang den Song auch mit Destiny’s Child auf der „Destiny Fulfilled Tour“, und er ist auf der Konzert-DVD „Destiny’s Child: Live in Atlanta“ enthalten. Während Beyoncés zweiter Welttournee, die 2007 begann („The Beyoncé Experience Tour“), präsentierte Knowles Baby Boy in einer Version des Reggae-Songs „Murder She Wrote“. Dieser Auftritt fand im Staples Center in Los Angeles statt und ist auf der DVD „The Beyoncé Experience Live!“ zu sehen.
anlässlich der „Pop Music Awards“. Beyoncé sang einen Teil des Songs während ihrer Super Bowl Halftime Show im Jahr 2013.